# Cierra Ramirez
Cierra Alexa Ramirez (Houston, 9 marzo 1995) è un'attrice statunitense.

## Filmografia parziale

### Cinema
- Girl in Progress, regia di Patricia Riggen (2012)

### Televisione
- CSI: Miami – serie TV, episodio 4x16 (2006)
- Zoey 101 – serie TV, episodio 3x01 (2006)
- Desperate Housewives – serie TV, episodio 3x08 (2006)
- Zack e Cody al Grand Hotel (The Suite Life of Zack and Cody) – serie TV, 4 episodi (2007)
- La vita segreta di una teenager americana (The Secret Life of the American Teenager) – serie TV, 22 episodi (2012-2013)
- The Fosters – serie TV, 104 episodi (2013-2018)
- Drink, Slay, Love, regia di Vanessa Parise – film TV (2017)
- Good Trouble – serie TV (2019-2024)

## Doppiatrici italiane
Nelle versioni in italiano delle opere in cui ha recitato, Cierra Ramirez è stata doppiata da:
- Joy Saltarelli in La vita segreta di una teenager americana, The Fosters, Good Trouble
- Eva Padoan in Zack e Cody al Grand Hotel